# Harvey Vale
Harvey Vale, né le 11 septembre 2003 à Haywards Heath, est un footballeur anglais qui évolue au poste de milieu offensif aux Queens Park Rangers.

## Biographie

### Carrière en club
Formé à Fullham avant de rejoindre Chelsea FC en 2016, Harvey Vale signe son premier contrat avec le club en septembre 2020. Alors qu'il a déjà connu ses premières feuilles de match en équipe première, notamment en Ligue des champions, Vale fait ses débuts professionnel le 22 décembre 2021, étant titularisé par Thomas Tuchel lors d'une victoire 2-0 contre Brentford en EFL Cup.
En mai 2022, Vale est élu joueur de la saison de l'académie de Chelsea.

### Carrière en sélection
International anglais dès les moins de 15 ans, Harvey Vale est appelé dans toutes les équipes de jeunes des Three Lions, au sein desquelles il s'impose comme un leadeur ; jusqu'aux moins de 19 ans, où il hérite du brassard de capitaine.
En juin 2022 il est sélectionné en équipe d'Angleterre pour prendre part à l'Euro des moins de 19 ans en 2022.
Titulaire et capitaine lors de la compétition qui a lieu en Slovaquie, Vale atteint avec les anglais la finale du championnat continental, après avoir battu l'Italie en demi-finale.

## Palmarès
| Chelsea FC - Premier League Cup U18 (en) - Vainqueur en 2022 | Angleterre -19 ans - Championnat d'Europe - Vainqueur en 2022 |